# 海江田鶴造
海江田 鶴造（かいえだ つるぞう、1923年〈大正12年〉3月27日 - 2013年〈平成25年〉11月27日）は、日本の内務・警察官僚。参議院議員（1期、自由民主党）。

## 経歴
鹿児島県姶良郡福山町（霧島市）出身。旧制七高造士館を経て、1943年東京帝国大学法学部政治学科を卒業。内務省に入り、戦後、警察庁に転じ警察畑を歩む。兵庫県警察本部長、九州管区警察局長を経て、1972年近畿管区警察局長に就任した。後に退官し、1978年の尼崎市長選挙に保守系無所属で出馬したが落選した。その後阪神高速道路利用協会理事長を務め、1983年の第13回参議院議員通常選挙で比例区から自民党公認で立候補して当選した。第3次中曽根内閣で環境政務次官に就任した。1989年の第15回参議院議員通常選挙で落選した。
1993年春の叙勲で勲二等瑞宝章受章。
2013年11月27日、肺炎のため東京都で死去、90歳。死没日をもって正七位から従四位に叙される。